# 북오세티야-알라니야 공화국의 행정 구역
다음은 북오세티야-알라니야 공화국의 행정 구역이다.
- 공화국 지정 도시
  - 블라디캅카스 (Владикавказ) (수도)
    - 프로미실레니구 (Промышленный)
      - 자보츠코이 (Заводской)

    - 세베로자파드니구 (Северо-Западный)
    - 자테레치니구 (Затеречный)
- 군:
  - 알라기르스키군 (Алагирский)
    - 알라기르 시 (Алагир)

  - 아르돈스키군 (Ардонский)
    - 아르돈 시 (Ардон)

  - 디고르스키군 (Дигорский)
    - 디고라 시 (Дигора)

  - 이랍스키군 (Ирафский)
  - 키롭스키군 (Кировский)
  - 모즈독스키군 (Моздокский)
    - 모즈도크 시 (Моздок)

  - 프라보베레즈니군 (Правобережный)
    - 베슬란 시 (Беслан)

  - 프리고로드니군 (Пригородный)